# 雷德芒廷 (加利福尼亞州)
雷德芒廷（英語：Red Mountain）是位於美國加利福尼亞州聖貝納迪諾縣的一個非建制地區。該地的面積和人口皆未知。

## 地理
雷德芒廷的座標為35°21′30″N 117°37′00″W / 35.35833°N 117.61667°W，而該地的平均海拔高度為1037米（即3401英尺）。